# نوربرتو آلونسو
نوربرتو آلونسو (اسپانیایی: Norberto Alonso‎؛ زادهٔ ۴ ژانویهٔ ۱۹۵۳) یک بازیکن فوتبال اهل آرژانتین است.
از باشگاه‌هایی که در آن بازی کرده‌است می‌توان به ریور پلاته، ولز سارسفیلد و المپیک مارسی اشاره کرد.
وی همچنین در تیم ملی فوتبال آرژانتین بازی کرده‌است.